# Прича о удовичиној лепти
Прича о удовичиној лепти је кратка Исусова прича о жени која је убацила најмању кованицу у кутију за прилоге, након његове беседе у јерусалимском храму.
Прича је забележена у новозаветним јеванђељима по Марку (12:41-44) и Луки (21:1-4). Јеванђеље по Марку прецизира да је жена убацила две лепте, у вредности једног кодранта, најмање римске кованице.

## Прича
Исус је у јерусалимском у храму држао беседу у којој је рекао: "Чувајте се књижевника који радо иду у дугим хаљинама, и воле поздраве на трговима, и прва места у синагогама, и прочеља на гозбама. Који једу удовичке куће и тобож се дуго моле, ови ће бити строже осуђени." По завршетку беседе, сакупљани су прилози.

### По Марку
Еванђеље по Марку бележи следеће:

### По Луки
Еванђеље по Луки бележи следеће:

## Тумачења
Исус примећује да су људи импресионирани великим сумама које су убачене, те не примећују вредност удовичине најмање лепте. Он закључује да иако је сирота удовица приложила само две лепте, што је равно вредности најмање римске кованице тог времена, али та сума износи све што је она имала, за разлику од осталих људи који су приложили само мали део свог богатства.